# Progoniaster atavus
Progoniaster atavus är en sjöstjärneart som beskrevs av Doderlein 1924. Progoniaster atavus ingår i släktet Progoniaster och familjen ledsjöstjärnor. Inga underarter finns listade i Catalogue of Life.